# Xenolytus stenus
Xenolytus stenus är en stekelart som beskrevs av Henry Keith Townes, Jr. 1983. Xenolytus stenus ingår i släktet Xenolytus och familjen brokparasitsteklar. Inga underarter finns listade i Catalogue of Life.